# Павлув (Лодзинське воєводство)
Павлув (пол. Pawłów) — село в Польщі, у гміні Русець Белхатовського повіту Лодзинського воєводства.
Населення — 114 осіб (2011).
У 1975-1998 роках село належало до Серадзького воєводства.

## Демографія
Демографічна структура станом на 31 березня 2011 року:
|          | Загалом | Допрацездатний вік | Працездатний вік | Постпрацездатний вік |
| -------- | ------- | ------------------ | ---------------- | -------------------- |
| Чоловіки | 51      | 7                  | 35               | 9                    |
| Жінки    | 63      | 17                 | 27               | 19                   |
| Разом    | 114     | 24                 | 62               | 28                   |